# کلارنس آوانت
کلارنس الکساندر آوانت (Clarence Alexander Avant) (متولد ۲۵ فوریه ۱۹۳۱)، مسئول استودیوی ضبط موسیقی، کارآفرین و فیلمساز آمریکایی است، که او را به «پدرخواندهٔ سیاه» نیز می‌شناسند.
مجلهٔ بیل‌بورد به مناسبت تولد ۷۵ سالگی آوانت، در شمارهٔ فوریه ۲۰۰۶ خود از او تجلیل کرد.

## زندگی‌نامه

### اوایل زندگی حرفه‌ای
کلارنس الکساندر آوانت در گرینزبورو در کارولینای شمالی چشم به جهان گشود. او بزرگ‌ترین فرزند در میان هشت خواهر و برادر بود. کلارنس تا کلاس نهم، در مدرسه‌ای تک کلاسه در گرینزبورو درس خواند. او سال‌های اول و دوم متوسطه را در دبیرستان دودلی در گرینزبورو سپری کرد و سپس در سال ۱۹۴۷، در ایام نوجوانی به نیوجرسی رفت. آوانت در نیوجرسی ابتدا انباردار مکیز بود و بعد در یک بانک اطلاعات حقوقی مشغول به فعالیت شد. او در دههٔ ۱۹۵۰ مدیر تدی پیز لانژ در نیوآرک، نیوجرسی بود که مالکیت آن در اختیار تدی پاول تبلیغات‌چی بود.
ژوزف جی. «جو» گلیسر (زادهٔ ۱۷ دسامبر ۱۸۹۶- درگذشته ۶ ژوئن ۱۹۶۹) مدیر موسیقی لوئیس آرمسترانگ از سال ۱۹۳۵ تا زمان مرگش در سال ۱۹۶۹ و مالک اصلی سانست گاردنز در سمت جنوبی شیکاگو، مربی آوانت بود. در ۲۶ نوامبر ۱۹۴۳، گلیسر شرکت رزرو یک‌پارچه (consolidated booking) و شرکت اسوشیتد بوکینگ را پایه‌گذاری کرد.
آوانت بعدها مدیریت برنامه‌های لیتل ویلی جان، خوانندهٔ R&B، سارا وان، کیم وستون، لوئیز بونفا، وینتون کلی، فردی هابارد، کورتیس فولر، پت توماس، تام ویلسون، پیشگام راک اند رول که آوانت در سازمان ویلسون با او همکار بود، کرید تیلور، تولیدکنندهٔ جاز، جیمی اسمیت، موسیقی‌دان جاز، لالو شیفرین، پیانیست و آهنگ‌ساز آرژانتینی را برعهده گرفت. در ۷ نوامبر ۱۹۶۲، آوانت شرکت آوانت گارد را در نیویورک بنیان نهاد. در همان ماه، اسمیت مشتری شرکت آسوشیتد بوکینگ شد و در شروع فعالیت، دفاتری در خیابان هفتم ۸۵۰ داشت. شیفرین و اسمیت برای ساخت The Cat باهم همکاری کردند که ورو ریکوردز آن را در ۲۷ آوریل ۱۹۶۴ منتشر کرد. در سپتامبر ۱۹۶۴، آوانت دفتری در ساحل غربی افتتاح کرد تا پروژه‌های روزافزون موسیقی متن تصاویر متحرک را که به مشتریانش پیشنهاد می‌شد، آماده کند. آوانت در مدت حضورش در نیویورک به‌عنوان مشاور، عضو هیئت‌مدیره و مدیر اجرایی انجمن گویندگان رادیو (NARA) که بعدها به انجمن ملی گویندگان رادیو و تلویزیون (NATRA) تغییر نام داد و نیز به‌عنوان مشاور در Playtape که یک سیستم کارتریج نواری دو مسیره بود که فرانک سانتون آن را طراحی کرده و نخستین‌بار ام‌جی‌ام ریکوردز آن را عرضه کرده بود، فعالیت کرد. در ۲۷ سپتامبر ۱۹۶۶، آوانت شرکت تولیدی ساسکس را در نیویورک پایه‌گذاری کرد که شرکت مستقل تولید ریکورد با جانی ناش، تری برایانت، بیلی وودز، هنرمندان The four hi’s و داور و هیئت داوران بود.

### شرکت ونچر ریکوردز
شرکت ونچر در ۲ اکتبر ۱۹۶۷ در کالیفرنیا تأسیس شد. آوانت توانست اولین سرمایه‌گذاری مشترک میان یک هنرمند آفریقایی ـ آمریکایی و یک شرکت عظیم ضبط صدا را با موفقیت ترتیب دهد. ویلیام میکی استیونسون رئیس دپارتمان ای‌اندآر، تولیدکنندهٔ ریکورد و ترانه‌سرای موتون، ریاست شرکت ونچر ریکوردز را که به‌عنوان مجرایی برای آثار نو ام‌جی‌ام ریکوردز پایه‌گذاری شد، برعهده داشت. این برند که آبراهام سامر وکیل اهل لس‌آنجلس آن را به استیونسون واگذار کرد، شعبی در بلوار ویلشایر در بورلی‌هیلز داشت.
در پاییز ۱۹۶۷، آوانت برای فعالیت در شرکت ونچر ریکوردز از منهتن به بورلی‌هیلز رفت و این همکاری را تا سال ۱۹۶۹ ادامه داد. در این سال، ام‌جی‌ام ریکوردز به این برند و سرمایه‌گذاری مشترک پایان داد. در این مدت، آل بل، تولیدکنندهٔ ریکورد، ترانه‌سرا و مدیر اجرایی، برای فروش استاس ریکوردز به گلف پلاس وسترن، از آوانت تقاضای کمک کرد. او آوانت را در انجمن ملی گویندگان رادیو و تلویزیون (NATRA) دیده بود. این معامله در ۲۹ مه ۱۹۶۸ به ارزش ¾ میلیون دلار نهایی شد و آوانت ۱۰ درصد از سهام را دریافت نمود.
در اوت ۱۹۶۹، آوانت به‌همراه آل بل دستیار تهیه‌کنندهٔ The Reckoning (یک افسانهٔ سورئال جنوبی)، ساختهٔ داگلاس ترنر قدم به صحنه گذاشت که با همکاری شرکت نگرو اینسمبل در سالن نمایش سنت مارکز در نیویورک به نمایش درآمد. این برنامه خارج از فصل تئاترهای خیابان برادوی، با شرکت جینت دوبویس آغاز شد که بعدها به جانت دووبیس بندهٔ خدا یا یادش به‌خیر معروف شد.

### شرکت ساسکس
پس از ورشکستگی ونچر ریکوردز، آوانت در لس‌آنجلس ماند و در ۱۸ دسامبر ۱۹۶۹، ساسکس ریکوردز را تأسیس کرد. این شرکت در ژوئن ۱۹۷۵با توقیف و مزایدهٔ دارایی‌هایش از سوی IRS به دلیل بدهی مالیات فدرال به مبلغ ۴۸۰۰۰ دلار از عرصهٔ کسب‌وکار کنار رفت.
باقی‌ماندهٔ اثاثیه، تجهیزات اداری و نوارهای مادر (که سی‌بی‌اس ریکوردز به ارزش ۵۰۵۰۰ دلار خریده بود) در ژوئیه ۱۹۷۵ در دفاتر ساسکس (به نشانی بلوار سانست غربی ۶۲۵۵، هالیوود) به مزایده گذاشته شد. آوانت بیل ویترز، خواننده، ترانه‌سرا و تولیدکنندهٔ موسیقی، دنیس کافی، گیتاریست و گروه سافت راک گالری را به ساسکس ریکوردز آورد که از سال ۱۹۷۰ تا ۱۹۷۴ توزیع شد.
مستند «در جست‌وجوی ساقی» به معرفی ساسکس ریکوردز پرداخت. مصاحبه‌شوندگان در این مستند گفتند که از فروش سیکستو رودریگز، ریکوردز به ساسکس ریکوردز حق امتیاز پرداخت کرده‌اند. در این مستند تلویحاً نشان داده می‌شود که سیکستو رودریگز از این حق امتیاز سرقت می‌کرده‌است.

### پخش آوانت گارد
آوانت، زیر چتر شرکت پخش آوانت گارد که در ۶ اوت ۱۹۷۱ پایه‌گذاری شد، اولین ایستگاه رادیویی موج کوتاه در کلان‌شهر لس‌آنجلس را که مالکیتی آفریقایی ـ آمریکایی داشت در ۳ مارس ۱۹۷۳ از شرکت پخش ترنس آمریکا خرید و پروانهٔ KTYM-FM را در اینگلوود کالیفرنیا به ارزش ۳۲۱۰۰۰ دلار، شامل تجهیزات سخت‌افزاری در بلوار غربی ۶۸۰۳ در اینگلوود و هزینه‌های دریافت پروانه خریداری کرد و آن را KAGB-FM نامید.
آوانت با ارائهٔ سفتهٔ ۱۹۹۹۰۰ دلاری و ضمانت‌نامه‌های خرید سهام از شرکت ملی شهری بوستون ماساچوست (یک شرکت سرمایه‌گذاری مخاطره‌آمیز که در ژوئیه ۱۹۷۱ پایه‌گذاری شد)، با دو بانک‌دار سرمایه‌گذاری مشارکت کرد.
دل شیلدز از انجمن ملی گویندگان رادیو و تلویزیون (NARTA) به‌عنوان قائم‌مقام اجرایی فعالیت کرد.
مدیریت با وجود این‌که هرگز سودی کسب نکرد، از پذیرش مشاوره‌ها یا توصیه‌ها دربارهٔ نحوهٔ ادارهٔ مقر امتناع ورزید. سرانجام، در ۲۰ نوامبر ۱۹۷۵، ای‌وی‌جی توسط Urban National ورشکسته شد و در این زمان از توانایی پرداخت سفته‌ها و ضمانت‌نامه‌ها به ارزش ۴۰۰۰۰۰ دلار نکول کرد. آوانت حدود ۶۱۱۱۶۸٫۶۷ دلار در ورشکستگی، ۷۱۵۰۰ دلار از پیش‌پرداخت‌های شرکت موسیقی اینتریور میان اوت ۱۹۷۳ و سپتامبر ۱۹۷۴ و ۱۳۸۸۷ دلار از وام‌های ساسکس ریکوردز از دست داد. بیل کاسبی سرمایه‌گذاری اضافه در شرکت پخش آوانت گارد بود که تقریباً ۲۰۰۰۰۰ دلار از طریق شرکتش به‌نام اس‌ای‌اچ سرمایه‌گذاری کرد.

### حفاظت از کودکان
پارامونت پیکچرز در سال ۱۹۷۳ «Save the Chikdren» را منتشر کرد که آوانت در آن به‌عنوان مدیر اجرایی فعالیت داشت. این محصول که در اکسپوی Operation PUSH Black در شیکاگو تصویربرداری شد، اجراهای هنرمندان برجستهٔ سیاه‌پوست را با نمایش بریده‌های فیلم‌هایی از سیاهان، به‌خصوص کودکان، در شرایط مختلف از جمله در پناهگاه‌های مناطق جنگ‌زده و درگیر سوءتغذیه به تصویر می‌کشید.

## جوایز
انجمن ملی علوم و هنر ضبط صدا در ۱۰ فوریه ۲۰۰۸ جایزهٔ امنا را به او اعطا کرد.
در ۷ اکتبر ۲۰۱۶، آوانت به‌خاطر نقش برجسته‌اش در صنعت ضبط صدا، یک ستاره در پیاده‌روی مشاهیر هالیوود دریافت کرد که در شمارهٔ ۶۳۶۳ بلوار هالیوود در کنار ستارهٔ جیمی جم و تری لوئیس است.
در فوریه ۲۰۱۸، آوانت جایزهٔ مریت را به‌عنوان یک چهرهٔ گرمی (جوایزی که هرساله به بهترین خوانندگان و آهنگ‌سازان و سازندگان صفحه و نوار صوتی و غیره داده می‌شود) در کلیو دیویس پری گرمی گالا در لس‌آنجلس دریافت کرد.
تالار مشاهیر راک اند رول در ۱۲ مه ۲۰۲۱ اعلام کرد که آوانت جایزهٔ احمد ارتگون را دریافت کرده و طی تشریفاتی رسمی به درجهٔ ۲۰۲۱ برگزیده خواهد شد. بیل ویترز، برگزیدهٔ قبلی و نیز کاملاً هریس، معاون رئیس‌جمهور ایالات متحده و همچنین باراک اوباما، رئیس‌جمهور پیشین، در یک بستهٔ ویدئویی دربارهٔ نقش برجستهٔ آوانت صحبت کردند.

## زندگی شخصی
آوانت در سال ۱۹۶۷ با جاکلین «جکی» آلبرتا گری (متولد ۶ مارس ۱۹۴۰، در جامائیکا، کوئینز، نیویورک) ازدواج کرد. این زوج دو فرزند داشتند. دختر آن‌ها نیکول آوانت (متولد ۶ مارس ۱۹۶۸) سفیر پیشین ایالات متحده در باهاماس و همسر تد ساراندوس (مدیر اجرایی در نت فلیکس) است. پسر آن‌ها، الکساندر دو بویس آوانت، در ۳ اوت ۱۹۷۱ به دنیا آمد.
در سال ۱۹۷۵، جکی آوانت به‌عنوان رئیس همسایگان واتز که گروه پشتیبان مرکز نگهداری کودکان جامعهٔ مرکزی جنوبی بود، رئیس تیم پذیرایی رقص و شام و حراج انتفاعی NOW و در سال ۱۹۷۴ در جایگاه رئیس اعضای NOW فعالیت کرد. او همچنین عضو هیئت‌مدیرهٔ مرکز دانشجویان بین‌المللی UCLA بود. جکی در اول دسامبر ۲۰۲۱ در ۸۱ سالگی در جریان حمله به محل اقامت این زوج در بورلی‌هیلز کالیفرنیا به ضرب گلوله کشته شد.